# キャバレー (接待飲食店)

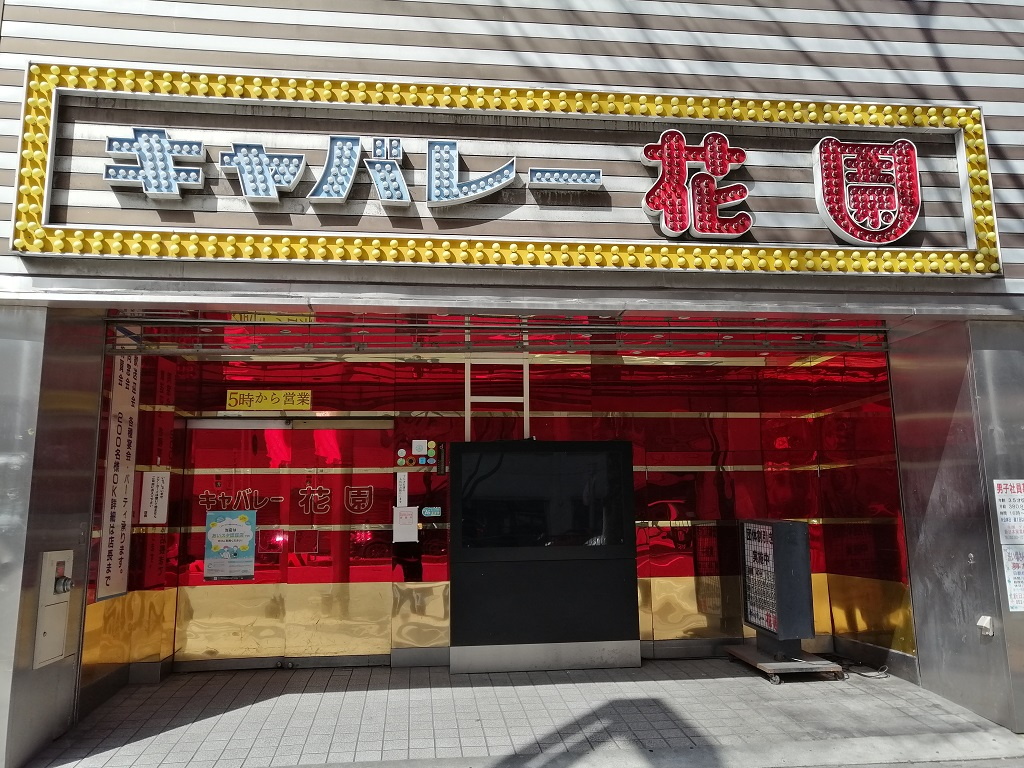
キャバレー花園 名駅店

日本におけるキャバレーとは、ホステスと呼ばれる女性従業員が客をもてなす飲食店の一業態で、ダンスフロアを備えていた。第二次世界大戦後に現れ、昭和30年代から40年代に最も流行した。より大衆化した1970年代以降はおさわりなど、性的なサービスを伴う店も登場した。オイルショックの影響やスナック、パブ、ディスコ、キャバクラなどの後発業態に押されて店舗数は減少し、2010年代にはほぼ絶滅状態となった。

## 歴史

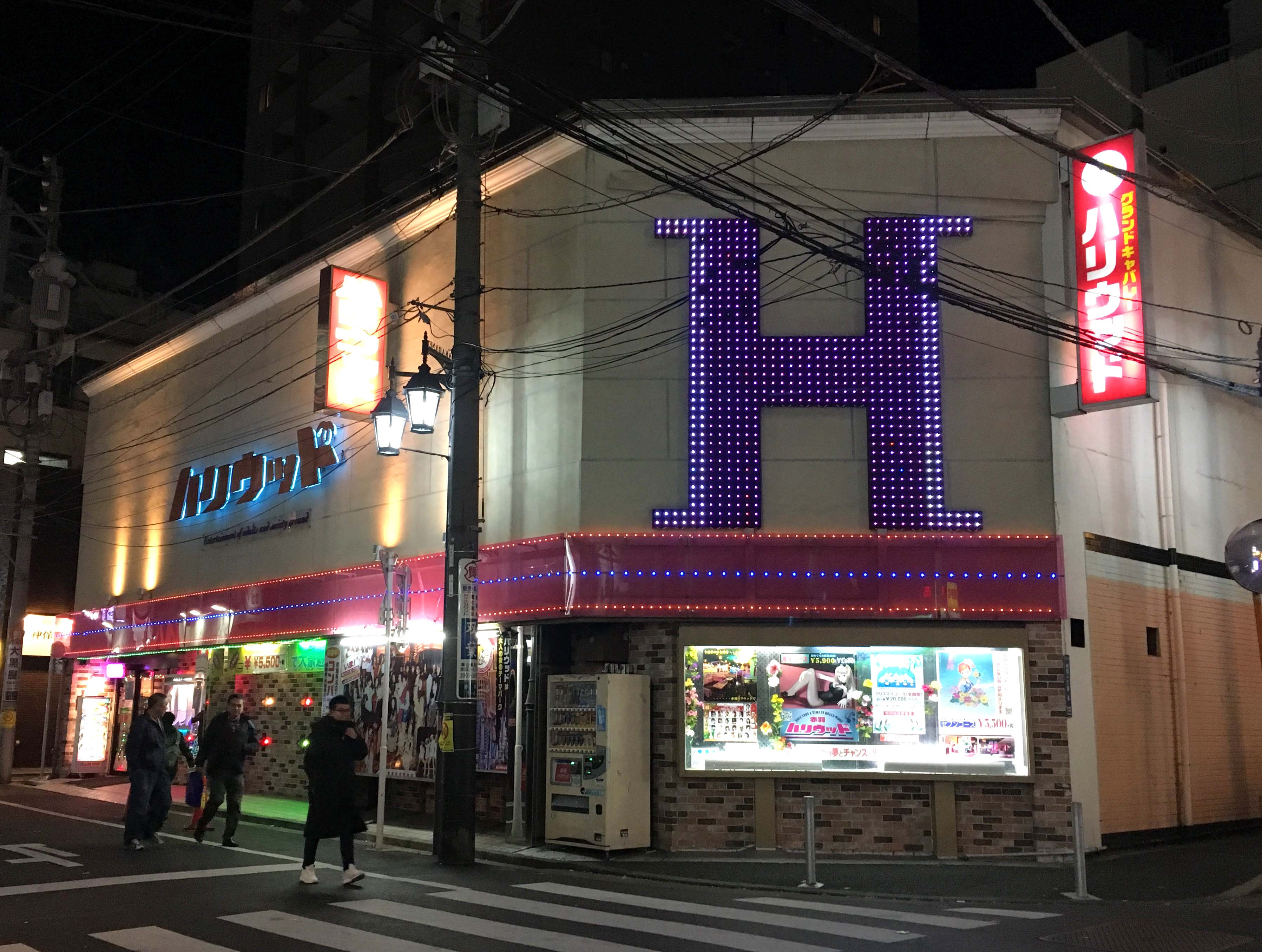
在りし日のキャバレー・ハリウッド 赤羽店

「キャバレー」の名称の由来はフランス語の"cabaret"ではあるが、日本の「キャバレー」は欧米の"cabaret"とは大きく異なる。日本の「キャバレー」の遠い源流は明治時代のカフェーに見ることができる。
直接的な起源は、進駐軍向けに設立された特殊慰安施設協会キャバレー部が松屋銀座店地下に1945年11月開業した「オアシス・オヴ・ザ・ギンザ」。特殊慰安施設協会キャバレー部は、「キャバレー富士」（東京都立川市）、「ニューキャッスル」（東京都北多摩郡三鷹町）、「クラブエデン」（東京都京橋区木挽町）など複数の店舗を設け、ダンスホールと洋装ホステスを組み合わせた日本独自の「キャバレー」の特徴が確立された。
キャバレーの中でも大人数を収容し、100人超のホステスを擁して、生バンドが演奏する絢爛豪華な店舗は、特に「グランドキャバレー」と称した。著名なグランドキャバレーとして、日本海側最大の「キャバレー香港」（新潟県新潟市万代）、全盛期にホステス500人が在籍した「ミカド」（東京都港区赤坂田町）、1000坪超の床面積を誇った「クラブハイツ」（東京都新宿区歌舞伎町）などがあった。
「キャバレー・ハリウッド」の創業者、福富太郎はボーイ出身でのちに独立。1960年3月、東京都港区芝新橋に「踊り子キャバレー 新橋ハリウッド」を開業。ハリウッドをチェーン展開して財をなし、最盛期に44店を構えて「キャバレー太郎」と呼ばれた。ところが、1971年のドルショックや、続く1973年のオイルショックにおいてはネオンサインの自粛や関連する諸般の事情から客足が遠退き次々とキャバレーは廃業へ追い込まれていった。その後1976年頃よりディスコの台頭によってキャバレーの存続自体が難しくなり、さらに追い討ちをかけるかの如く1980年代半ばからはキャバクラなどの新たな業態に押され、キャバレーは次第に劣勢になった。
キャバレーから、ハワイ・チェーンやグアム・チェーンやロンドン・チェーンなどのピンクサロン（ピンクキャバレー）と呼ばれる業種も派生した。
2010年代に入ると、「地域で最後のキャバレー」という説明とともに店舗の閉店が報じられるようになった。
東京で最後といわれたキャバレーは
- 2009年2月27日 クラブハイツ（最後の生バンドが入った1000㎡を超える大型グランドキャバレー）[要出典]
- 2017年8月10日 レディタウン（最後の蒲田のグランドキャバレー）[要出典]
- 2018年1月10日 白いばら（最後の銀座のキャバレー）[4]
- 2018年12月30日 ハリウッド（最後のチェーン店）[5]
- 2020年2月28日 ロータリー（最後の生バンドがないグランドキャバレー）[要出典]

2013年5月の新聞記事によると、同年2月に北海道札幌市中央区南5条西の「札幌クラブハイツ」が閉店したため、その時点で存続していた大型のキャバレーは日本全国でも東京都と大阪府だけになったという。2015年12月に閉店した山形県酒田市日吉町の「白ばら」（その後キャバレーではなくレンタルスペースとして営業再開）は、東北地方で最後のキャバレーであったとされる。「白ばら」はクラウドファウンディングで資金調達し営業再開の契機をつかんだが創業64年目の2022年12月30日に正式閉店。東京都大田区西蒲田の「レディタウン」は創業53年目の2017年8月10日に閉店した。
東京都中央区の銀座にある「白いばら」閉店を伝える2018年2月の雑誌記事によれば、創業87年の同店は銀座で最後のキャバレーであった。「キャバレー・ハリウッド」の北千住店（東京都足立区千住）・赤羽店（東京都北区赤羽）が2018年12月に閉店した際は、この2店舗が都内で営業を続けていた最後のキャバレーだと報じられた。創業53年目の2020年2月28日に閉店した東京都新宿区歌舞伎町の「ロータリー」は、歌舞伎町で最後、都内で最後のグランドキャバレーであったと報じられている。創業57年目の2020年3月に閉店した福岡市博多区中洲の「日本一の桃太郎 中洲店」は、中洲で最後のキャバレーであったとされる。
2023年1月現在、営業を続けているキャバレーは、
- 大阪市中央区千日前の「ミス大阪[11]」
- 大阪市中央区千日前の「ザ・フレッシュ[12]」
- 大阪市中央区千日前の「ミス・パール[13]」
- 大阪市淀川区十三本町の「グランドサロン十三[14]」
- 名古屋市中村区名駅の名駅店を中心に7店舗を展開する「キャバレー花園[15]」（ほか名古屋市北区黒川本通の黒川店、名古屋市千種区今池の今池店、名古屋市中区栄の住吉店、名古屋市熱田区金山町の金山店、名古屋市南区柴田本通の柴田店、三重県桑名市寿町の桑名店）
- 島根県益田市駅前町の「キャバレー赤玉[16]」
- 広島市中区新天地の「キャバレー広島桃太郎」（2020年3月31日閉店）
- 熊本県八代市本町の「キャバレーニュー白馬[17]」（生バンドがある狭義の意味での最後のキャバレー）

がある。
1969年に開業した東京都台東区根岸のグランドキャバレー「ワールド」は、平成初期に閉店し、2000年にイベントスペース「東京キネマ倶楽部」としてキャバレー時代の内装のまま再始動した。東京都新宿区歌舞伎町の風林会館「ニュージャパン」も2014年の閉店後、イベントスペースとなっている。大阪市の味園ビルにあったキャバレー「ユニバース」も、2011年の閉店後に貸しホールとなった。

## 法律上の位置づけ
「風俗営業等の規制及び業務の適正化等に関する法律(風営法)」により、接待飲食等営業、1号営業に分類され、「キヤバレーその他設備を設けて客にダンスをさせ、かつ、客の接待をして客に飲食をさせる営業」に当たる。
（ナイトクラブは「設備を設けて客にダンスをさせ、かつ、客に飲食をさせる営業」であり、席に付いて接待をするかどうかで一応区別されている）

## その他
なお、「ピンクキャバレー」、「しびれるキャバレー」などと称して性行為のサービスを行う店があるが、本項のキャバレーとは異なり、実際の内容はピンクサロン同様の性風俗店である。
本来のキャバレー（cabaret）はフランスで発達したダンスホールや舞台のある酒場。歌、踊り、コメディショーなど、パフォーマンスを楽しめる飲食店である。